# William Richard Tolbert jr.

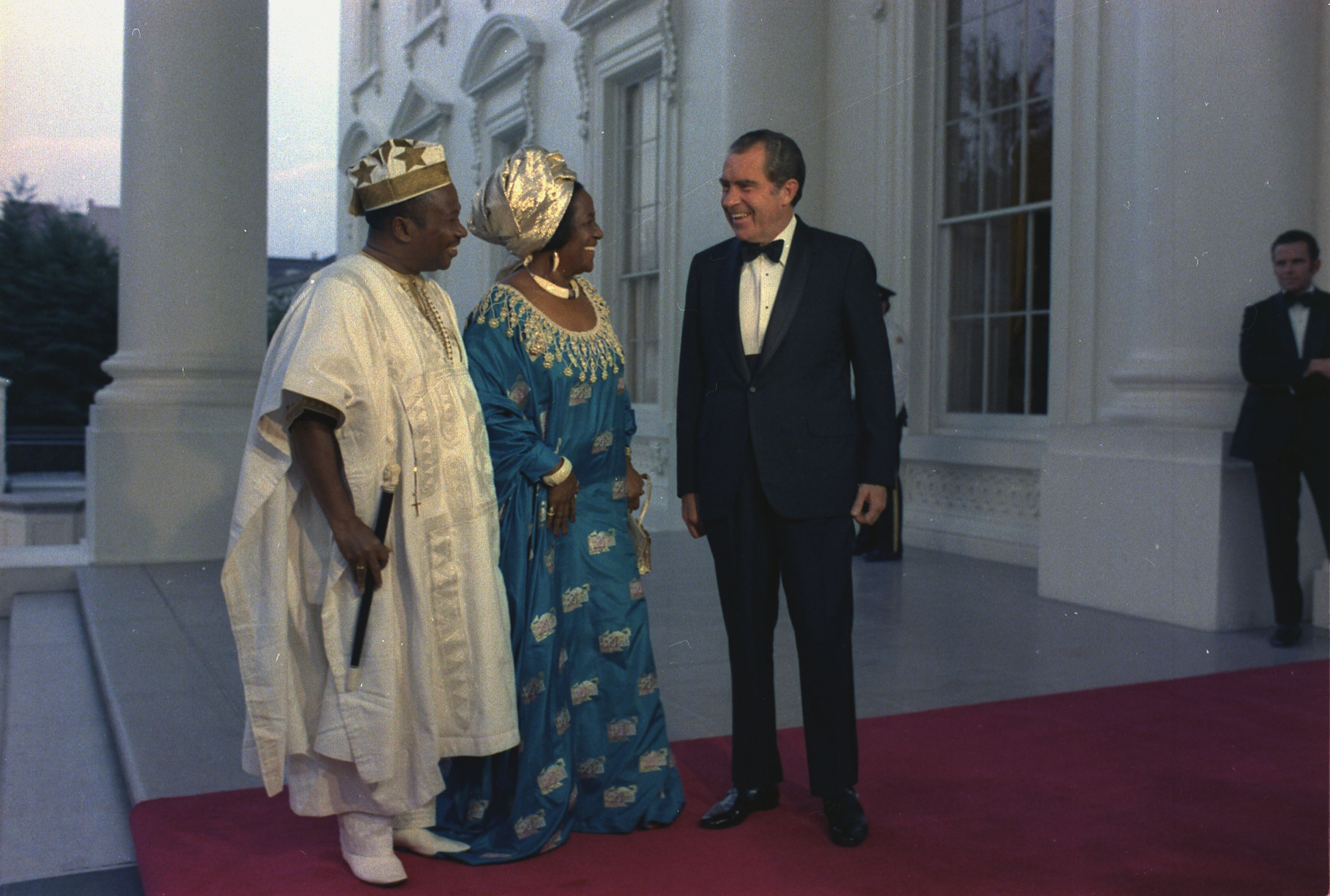
Op bezoek bij Richard Nixon in Washington D.C., 1973.

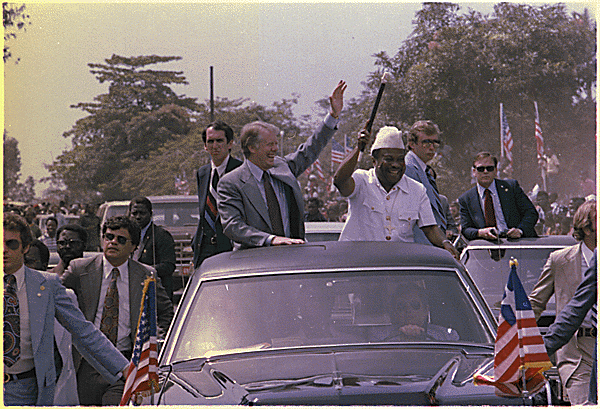
Met Jimmy Carter in 1978

William Richard Tolbert jr. (Bensonville, 13 mei 1913 – Monrovia, 12 april 1980) was van 1971 tot 1980 president van Liberia.

## Levensloop
William Tolbert behoorde tot de zogenaamde Americo-Liberianen, afstammelingen van de Afrikaanse slaven die in de 19e eeuw vanuit de Verenigde Staten van Amerika naar Liberia kwamen om er nieuwe toekomst op te bouwen. Sindsdien beheersten de Americo-Liberianen het politieke leven in Liberia.
Tolbert studeerde aan het Liberia College en werd in 1935 ambtenaar op het ministerie van Financiën. In 1943 werd hij in het Huis van Afgevaardigden gekozen. Tolbert werd in 1951 voorzitter van het Huis van Afgevaardigden en vicepresident, welk ambt hij tot het overlijden van president William Tubman in 1971 bekleedde.
Na het overlijden van Tubman op 23 juli 1971 volgde Tolbert hem op als interim-president van Liberia om zo het resterende deel van Tubmans presidentschap uit te zitten. In december 1971 voerde Tolbert een grondwetswijziging door wat het voor hem mogelijk maakte om voor zeven jaar het presidentschap op zich te nemen zonder dat hij daarvoor door het kiesgerechtigde volk in zijn ambt behoefde te worden bevestigd. In mei 1972 verkreeg hij buitengewone bevoegdheden.
Tolbert zette Tubmans beleid van geleidelijke emancipatie van de oorspronkelijke Afrikaanse bevolking voort.
In maart 1973 ontdekte Tolbert een tegen hem gericht complot. De minister van Defensie werd naar aanleiding van dit complot gearresteerd, en het parlement nam een wet aan die de president bevoegdheden gaf voor arrestatie en detentie. Bij de verkiezingen van 1976 werd Tolbert tot president gekozen, omdat hij de enige kandidaat was. In een poging de onvrede onder de bevolking te beteugelen, legaliseerde Tolbert drie jaar later een meerpartijenstelsel. Ellen Johnson Sirleaf, van 2006 tot 2018 president van Liberia, diende van 1979 tot 1980 als minister van Financiën onder president Tolbert. In 1980 pleegde Samuel Doe een gewelddadige staatsgreep waarbij Tolbert en 27 van zijn medewerkers de dood vonden.
Naast politiek actief, was Tolbert ook kerkelijk actief binnen de Baptistengemeente (hij was een baptistenvoorganger en stond bekend als Rev. Dr. William R. Tolbert, Jr.). Van 1965 tot 1966 was hij voorzitter van de Baptist World Alliance.
Tolbert jr. was een bekend vrijmetselaar. Hij was lid van een loge onder een Prince Hall-obediëntie.

## Familie
Hij was getrouwd met Victoria Yancy. Zij werd na de staatsgreep van Samuel Doe (1980), waarbij Tolbert zelf het leven liet, onder huisarrest gesteld. Later vestigde zij zich in de Verenigde Staten van Amerika waar zij in 1997 overleed.
Zijn oudste zoon, Adolphus Benedict Tolbert, die kort na de staatsgreep van 1980 om het leven kwam, was getrouwd met een geadopteerde dochter van de Ivoriaanse president Félix Houphouët-Boigny. Een andere zoon, Rev. William Tolbert III, werd door president Sirleaf aangesteld als "vredesambassadeur" van Liberia.
Zijn broer, Stephen A. Tolbert, die minister van Financiën was, kwam op 29 april 1975 bij een vliegtuigongeluk om het leven.